# Cykelgata

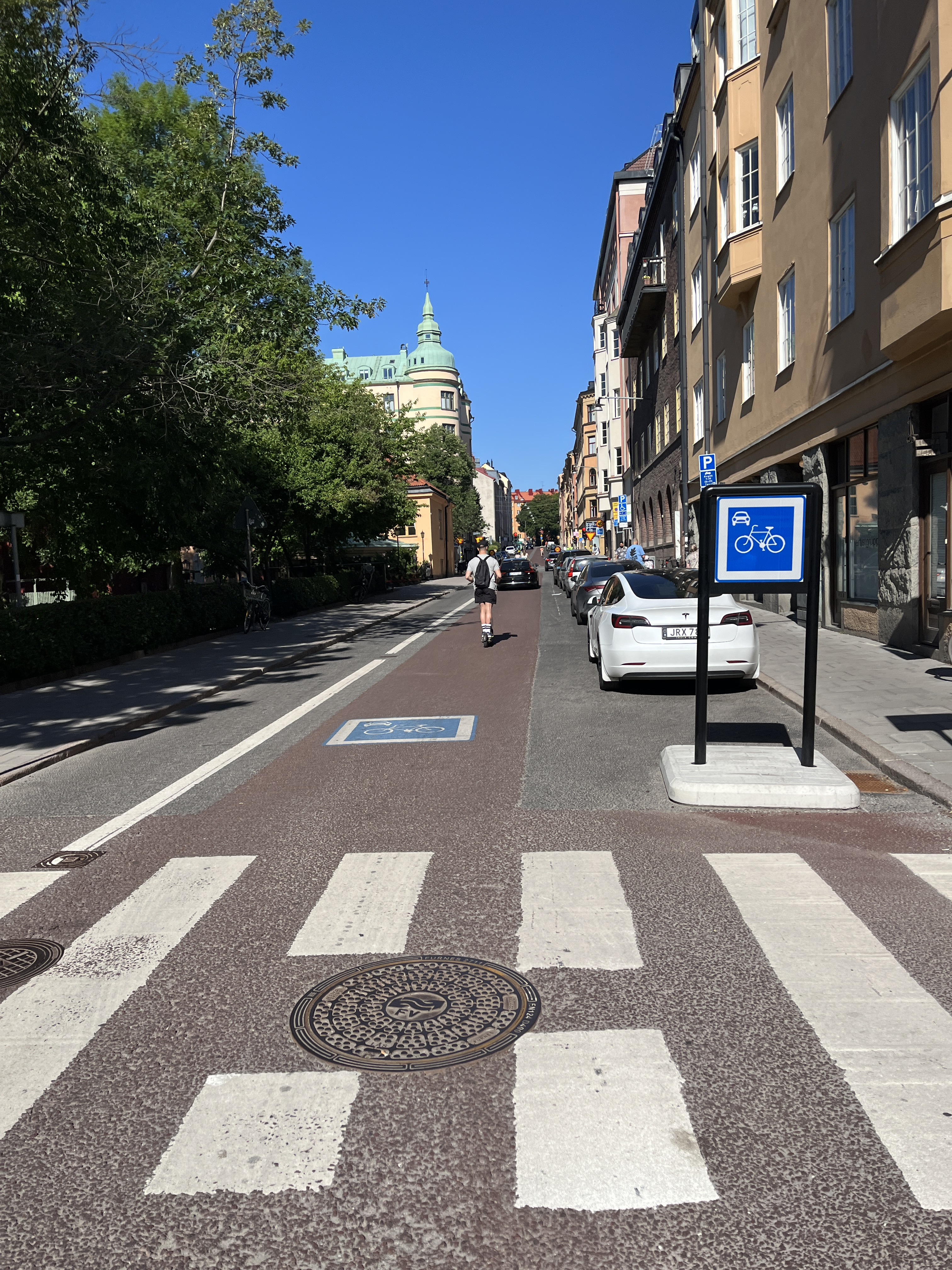
Cykelgata på Surbrunnsgatan i Stockholm.

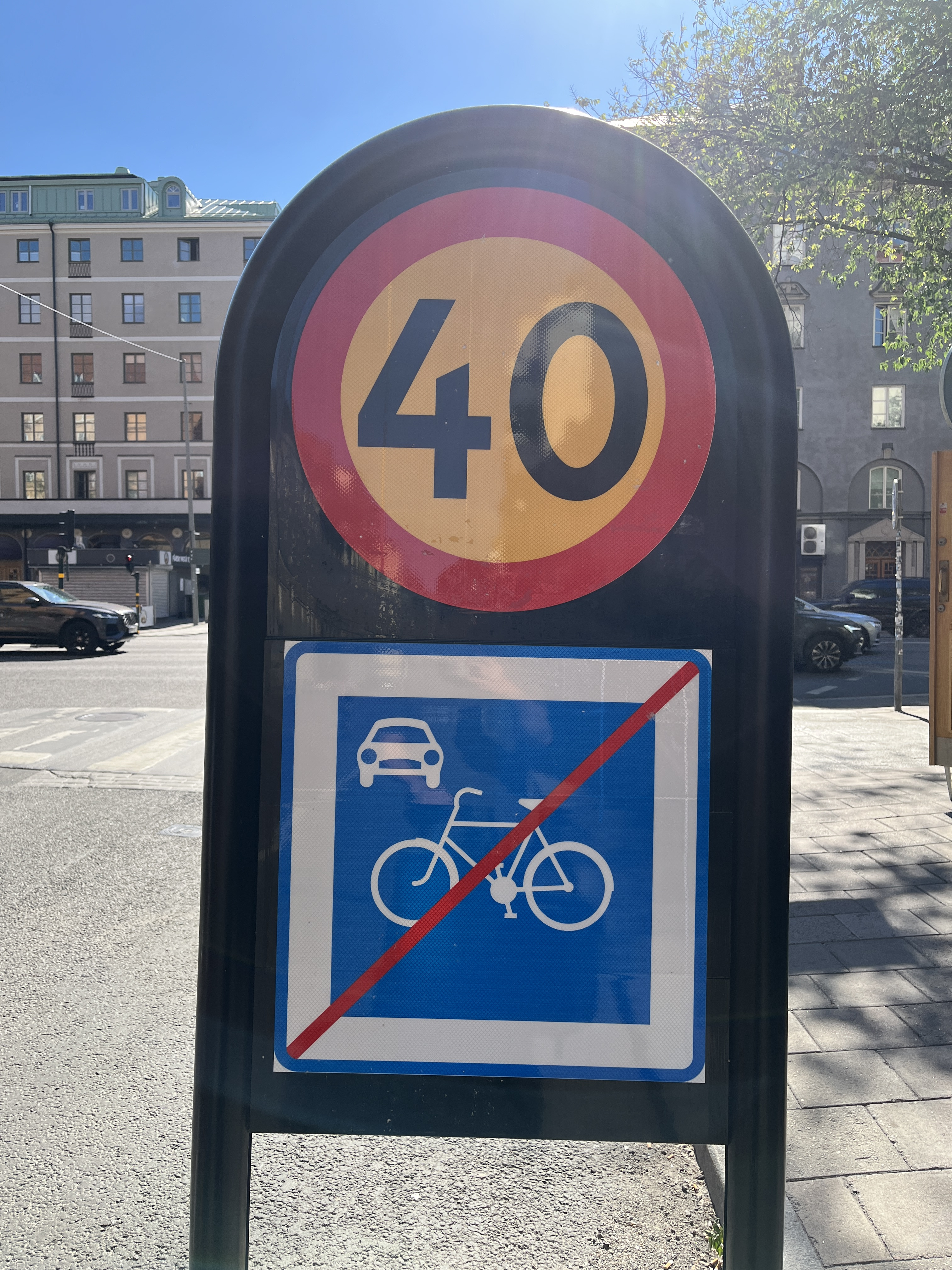
En skylt vid Odenplan i Stockholm som visar en cykelgata som upphör. Hastighetsgränsen ökas därmed till 40 istället för 30.

Cykelgata, tidigare cykelfartsgata, är en gata med blandad cykel- och motortrafik (blandtrafik) som styrs på cyklisternas villkor. De inrättas där cykeltrafiken är för stor för en separat cykelbana, men biltrafiken inte kan förbjudas. Gångtrafikanter hänvisas till trottoarer som på en vanlig gata.
Försök med cykelgator i Sverige inleddes omkring år 2010 under namnet "cykelfartsgata", men de förekom då redan i Tyskland och Österrike. Hastigheten var i Sverige begränsad till 20 km/h, men i Tyskland är hastigheten inte nedsatt, utan bilisterna uppmanas visa hänsyn till cyklisterna.
Cykelgata formaliserades i Sverige i lag första december 2020. Hastighetsbegränsningen är satt till 30 km/h, och motortrafiken ska anpassa sin hastighet till cykeltrafiken (Trf 8kap 1a§).
Till skillnad från gågata, där fordonsförare har väjningsplikt mot gående, finns på cykelgatan ingen väjningsplikt gentemot cyklister, annat än vid infart på själva cykelgatan. Däremot ska förare av motorfordon anpassa farten efter cyklisterna. 
En av de första cykelgatorna i Sverige var Surbrunnsgatan i Stockholm, som invigdes i november 2023.. Andra kommuner som var tidigt ute är i Österåker, Trelleborg och Eskilstuna. 

## Bildgalleri

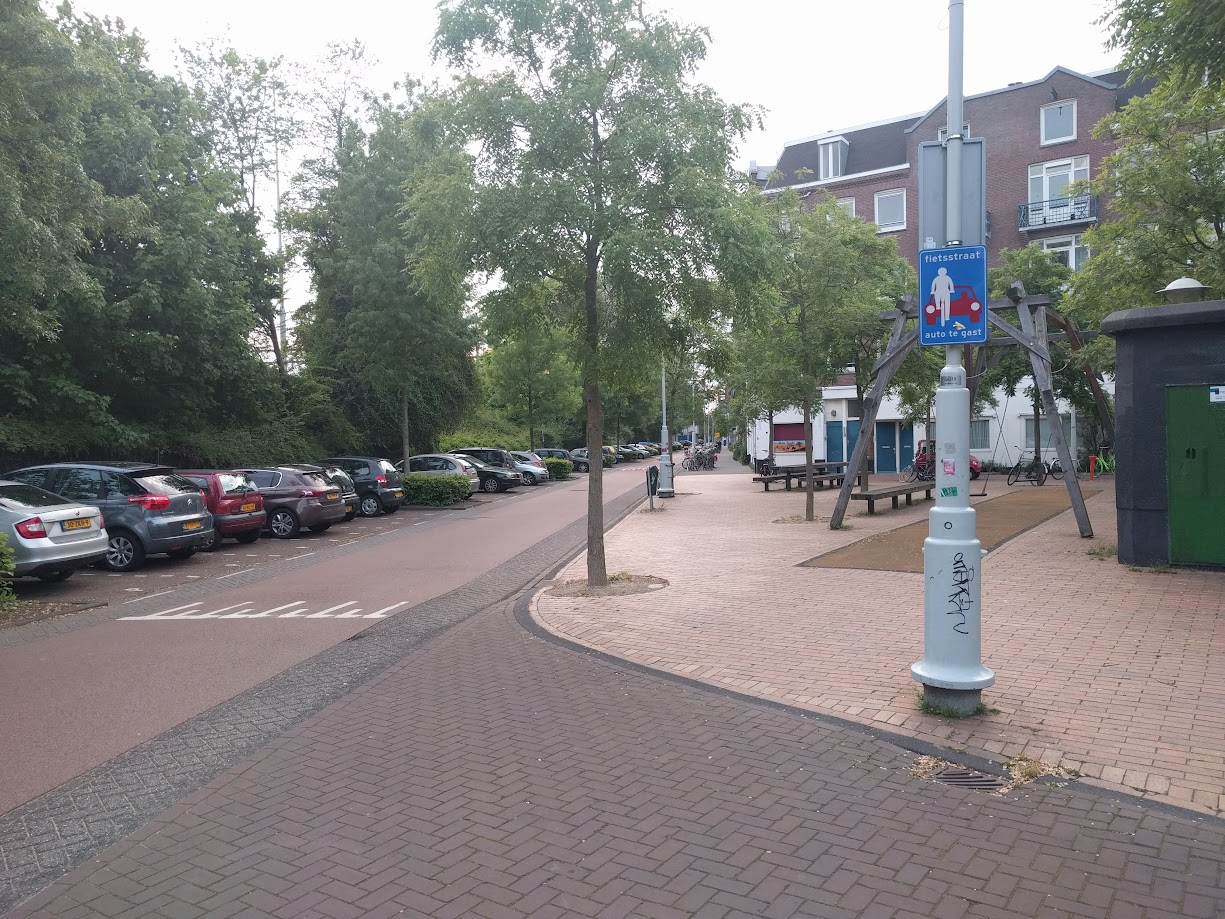
Cykelgata i Amsterdam i Nederländerna.
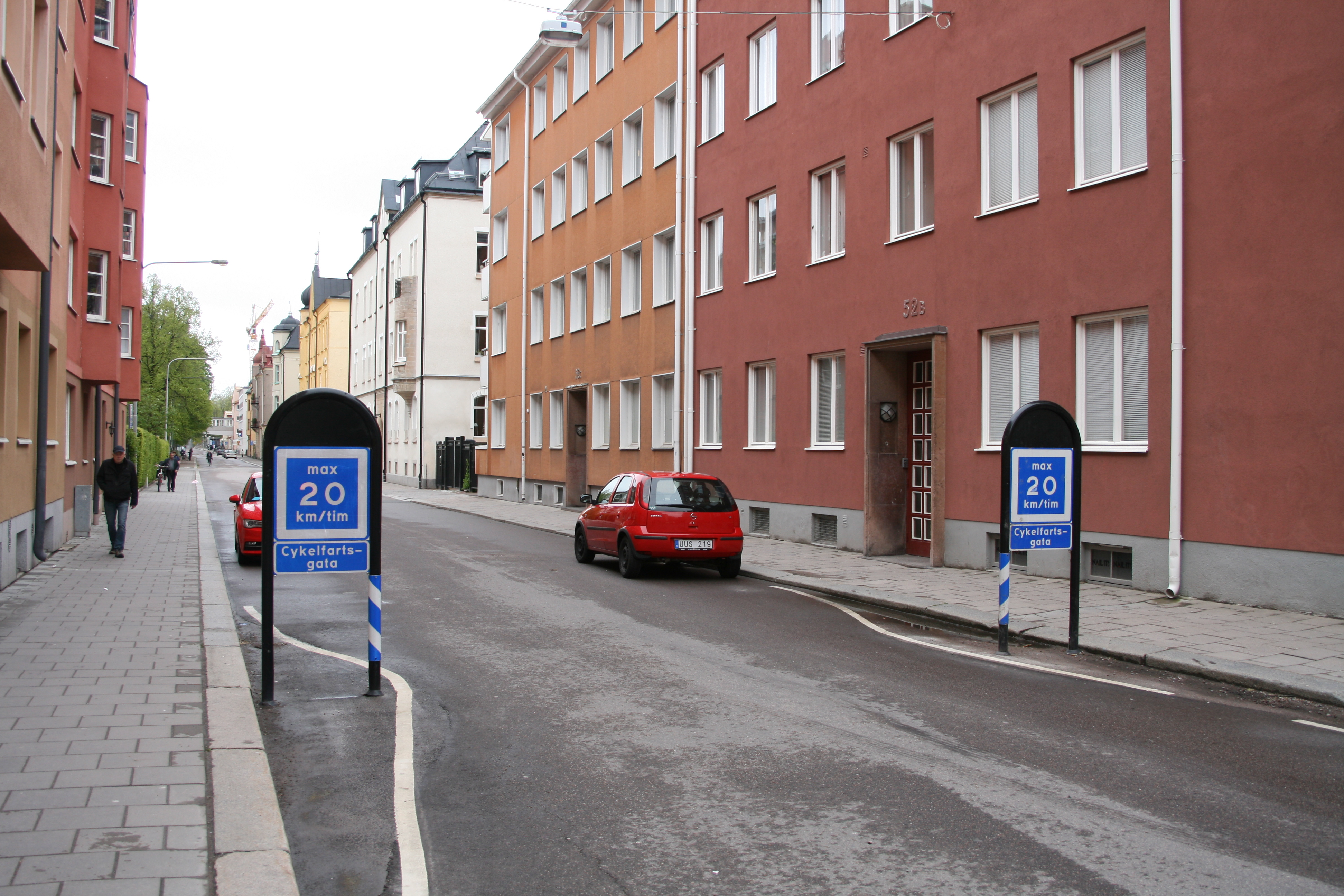
Cykelfartsgata i Linköping, Klostergatan söderut från Drottninggatan. Detta användes innan cykelgata kodifierades i förordningar.
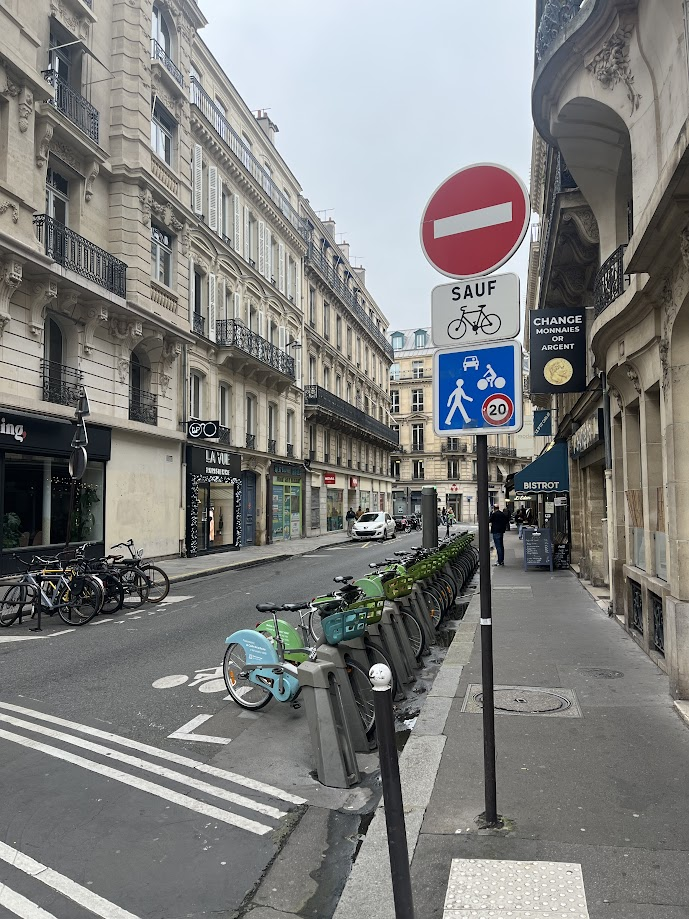
"Zone de Rencontre" på Rue de la Victoire i Paris. En dockningsstation med hyrcyklar syns längs trottoaren, med klassiska Haussmann-byggnader i bakgrunden.